# 정동현 (스키 선수)
정동현(鄭東鉉, 1988년 6월 1일~)은 대한민국의 알파인 스키 선수이다.

## 대회 기록
2010년 동계 올림픽 회전 경기에 출전했으나 허벅지 부상으로 인하여 완주하지 못했다.
2011년 동계 아시안 게임 슈퍼 복합에서 금메달, 활강에서 동메달을 획득했다. 이후2014년 동계 올림픽 대회전에서 41위를 기록했다.
그리고 같은 해 12월 스웨덴에서 열린 월드컵 회전 경기에서 1차시기 69명중28위를 기록(52초 18)하며 한국 알파인스키 사상 처음으로 결승(2차시기)에 진출하였고, 결승에서 아쉽게 넘어지는바람에 57초13을 기록하며 최종순위 25위(합계:1분 49초 31)로 마감하였다.

## 경력
- 2014.01 제22회 소치 동계올림픽 알파인스키 국가대표
- 2011.01 제7회 아스타나-알마티 동계아시안게임 알파인스키 국가대표
- 2010 제21회 밴쿠버 동계올림픽 알파인스키 국가대표

## 수상
- 2017 제8회 삿포로 동계아시안게임 알파인스키 회전 남자 금메달
- 2012 S-Oil 대관령컵 FIS 알파인대회 우승
- 2012 제93회 전국동계체육대회 알파인스키 남자 대학부 대회전 금메달
- 2012 지산 국제스키연맹 극동컵 알파인스키대회 남자부 1위
- 2011 제92회 전국동계체육대회 알파인스키 슈퍼대회전 남자 대학부 금메달
- 2011 제92회 전국동계체육대회 알파인스키 남자 대학부 금메달
- 2011 제7회 아스타나-알마티 동계아시안게임 알파인스키 슈퍼컴바인드 남자 금메달
- 2011 제7회 아스타나-알마티 동계아시안게임 알파인스키 활강 남자 동메달
- 2011 국제스키연맹 휠라컵 용평 국제알파인대회 우승
- 2010 FILA컵 용평 국제알파인스키대회 1위
- 2009 국제스키연맹 극동컵 알파인스키대회 회전 부문 1위
- 2009 일본 극동컵 대회전 3위
- 2009 제90회 전국 동계체육대회 알파인 스키 슈퍼대회전 남자 대학부 1위
- 2008 제89회 전국 동계체육대회 알파인 스키 회전 남자 일반부 1위
- 2008 일본 극동컵 대회전 1위
- 2008 제62회 전국스키선수권대회 대회전 1위
- 2007 제88회 전국 동계체육대회 알파인 스키 회전 남고부 1위